# 西班牙國家石油大樓
西班牙國家石油大樓（西班牙語：Torre Cepsa，原稱：Torre Repsol）是一座位於西班牙馬德里四大樓商業區的摩天大樓，樓高248.3（815英尺），是西班牙第二高樓和歐盟第五高樓。
西班牙國家石油大樓是由诺曼·福斯特設計，該建築原本將作為雷普索爾 YPF的總部，但是在大樓的建造過程中，雷普索爾YPF改變了其決定并另立總部於他處，因此2007年8月馬德里儲蓄銀行以8億1500歐元的價格將這座大樓買下。

2016年，它被歐洲首富、全球時尚集團創始人、Zara所有者阿曼西奥·奥尔特加以4.9億歐元的價格 ，透過房地產投資部門Pontegadea Inmobiliaria收購西班牙的公司。並從阿布扎比大亨卡迪·庫拜西手中購買了這座塔。
西班牙國家石油大樓是由ACS集團和西班牙營建集團的合資企業建造。

## 圖片

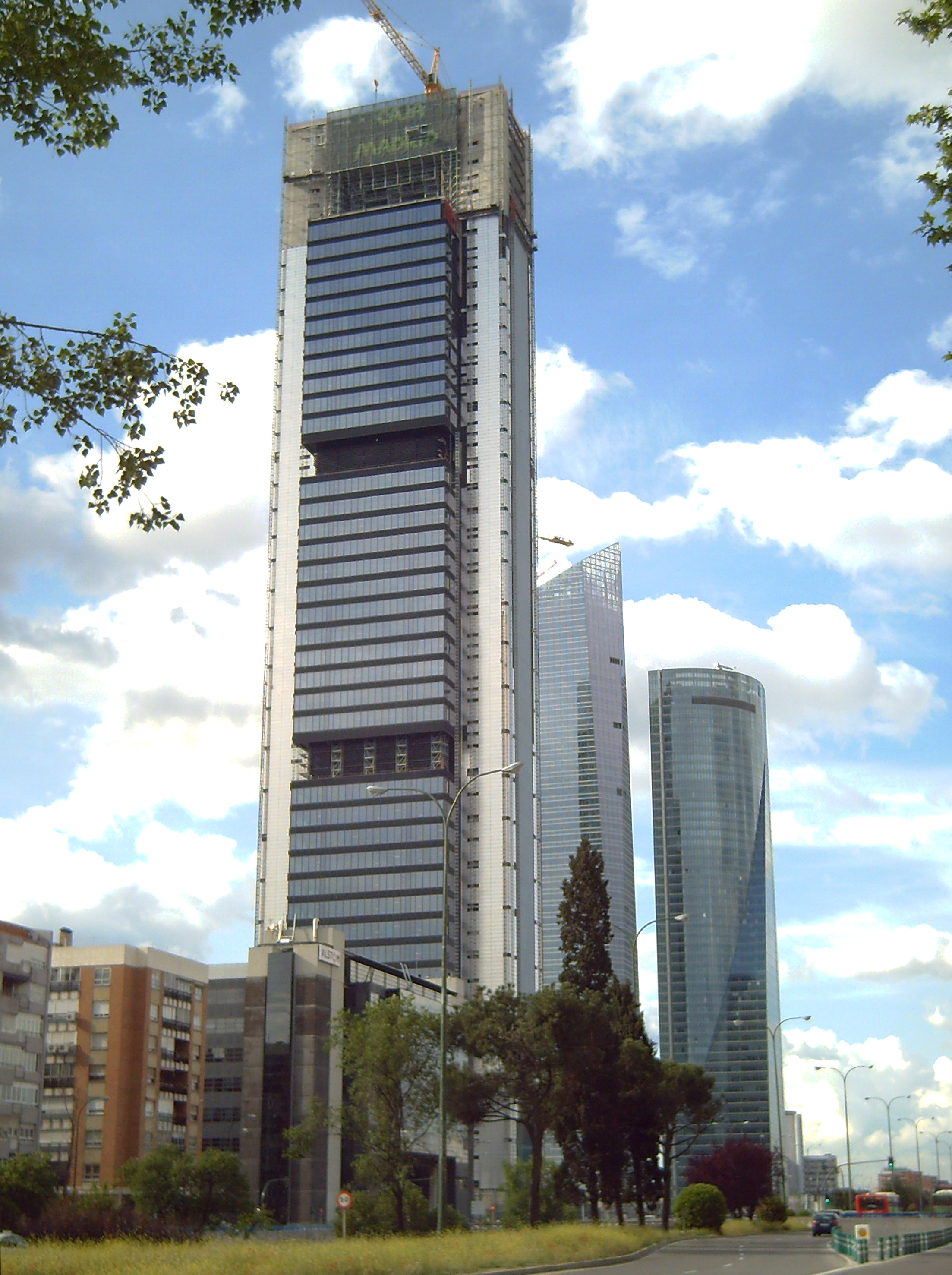
正在建設中的西班牙國家石油大樓（2008年）
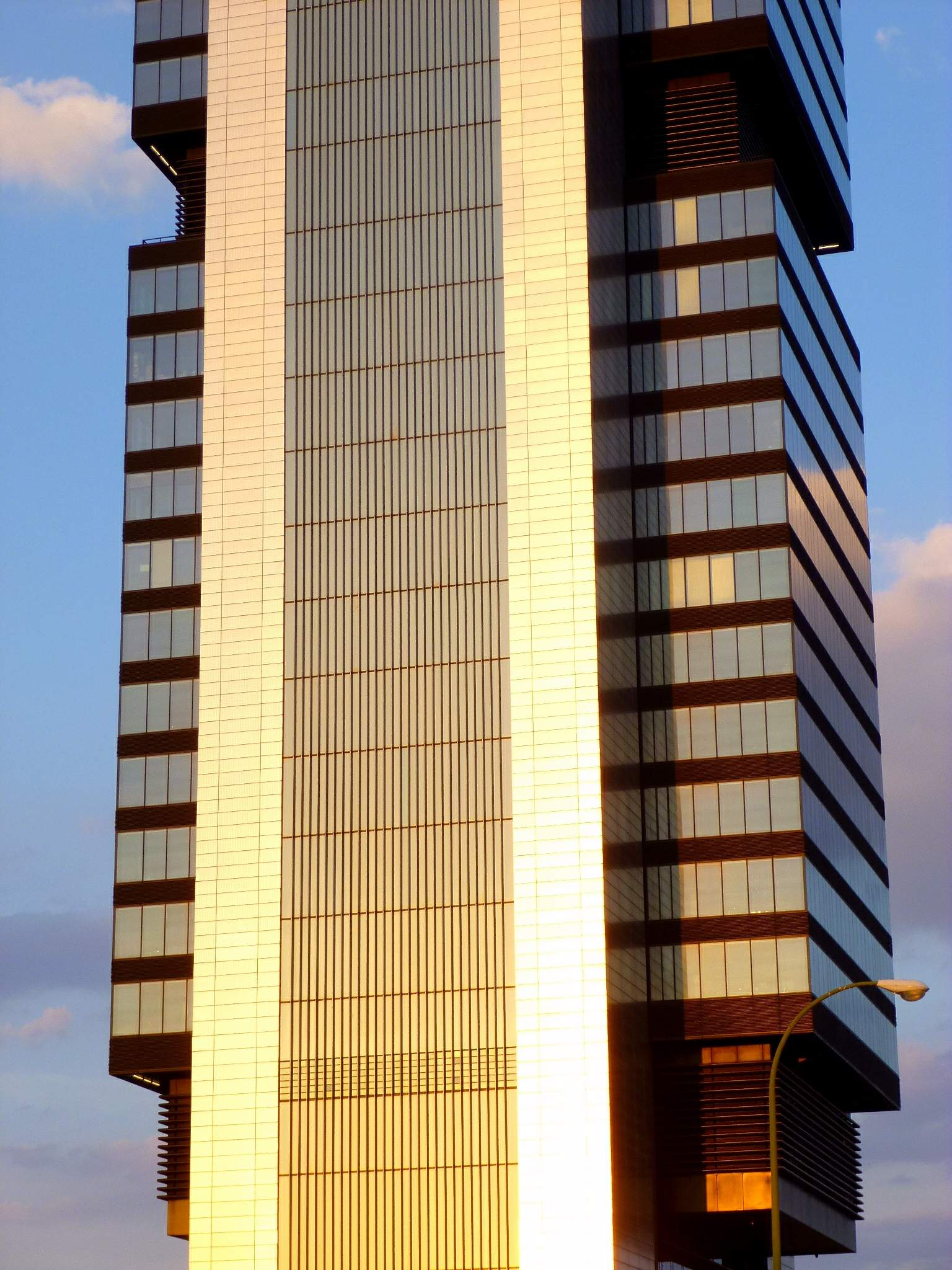
西班牙國家石油大樓的建築細節
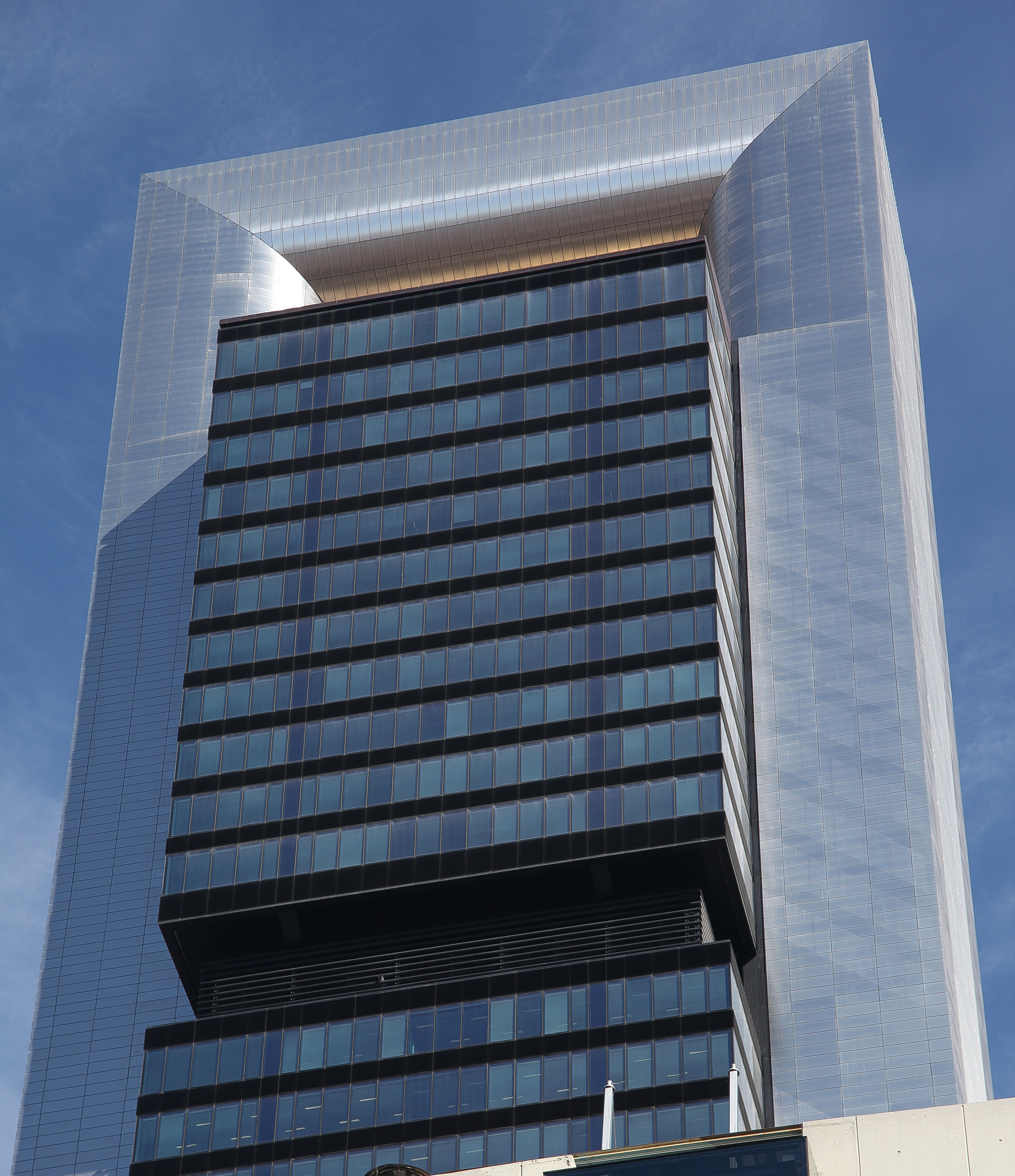
西班牙國家石油大樓的塔頂

## 外部連結
维基共享资源上的相關多媒體資源：西班牙國家石油大樓
- Fosters and Partners official site （页面存档备份，存于） （英文）
- Halvorson and Partners Structural Engineers official site （页面存档备份，存于） （英文）